# بنوا (سادات محمودي)
بنوا (بالفارسية: بنوا) هي قرية تقع في إيران في قسم سادات محمودي الريفي.